# کالیبر اچ‌کی ۳۰×۴٫۶ میلی‌متر
کالیبر اچ‌کی ۳۰×۴٫۶ میلی‌متر (انگلیسی: HK 4.6×30mm) یک فشنگ شلیک مرکزی با کالیبر کوچک، سرعت دهانه بالا، باروت بی‌دود، لبه خفیف و دارای گلوگاه است که برای جنگ‌افزار دفاع شخصی (PDW) طراحی شده‌است که توسط سازنده جنگ‌افزار آلمانی، هکلر و کخ در سال ۱۹۹۹ ساخته شده‌است.